# مونشنبرنزدورف
شهر مونشنبرنزدورف (به آلمانی: Münchenbernsdorf) در ایالت تورینگن در کشور آلمان واقع شده‌است.